# Ковке залізо
Ковке́ залі́зо, також ковне́ залі́зо
 — майже чисте низьковуглецеве залізо, що було продуктом нині застарілих способів виробництва заліза: сиродутного способу, кричної переробки та пудлінгування. Містить лише 0,02 — 0,08 % (за іншими даними 0,1 — 0,3 % і, навіть, 0,5 %) вуглецю, незначну кількість сірки, фосфору і кремнію. Крім того, містить мікроскопічні волокнисті склоподібні шлакові включення (від 1 % до 3 % за вагою), наявність яких спричинена способами виробки такого заліза. Ковке залізо отримало свою назву через придатність до обробки куванням, на відміну від чавуну, що не піддається куванню (через його ламкість, спричинену високим вмістом вуглецю). В минулому ковке залізо широко використовувалося для виробництва залізних виробів, що в наш час виготовляються зі сталі. До 1870-х років воно було головним металевим конструкційним матеріалом, пізніше, з розвитком методів масового виробництва ливарної сталі, його частка у продукції металургійних підприємств різко знизилася. В середині 20 століття (1946) світове виробництво ковкого заліза становило менше 3 % від виробництва сталі.
Сьогодні окремі металургійні підприємства виготовляють ковке залізо у дуже обмеженій кількості. Воно рідко виробляється сьогодні та для сучасної металургії є специфічним продуктом. Більшість його при цьому використовується для виробництва кованих огорож та інших декоративних предметів. Залізо, яке сьогодні використовують ковалі для ручного виготовлення металевих виробів, як правило відрізняється від ковкого заліза минулих часів і часто є м'якою низьковуглецевою сталлю.

## Історія

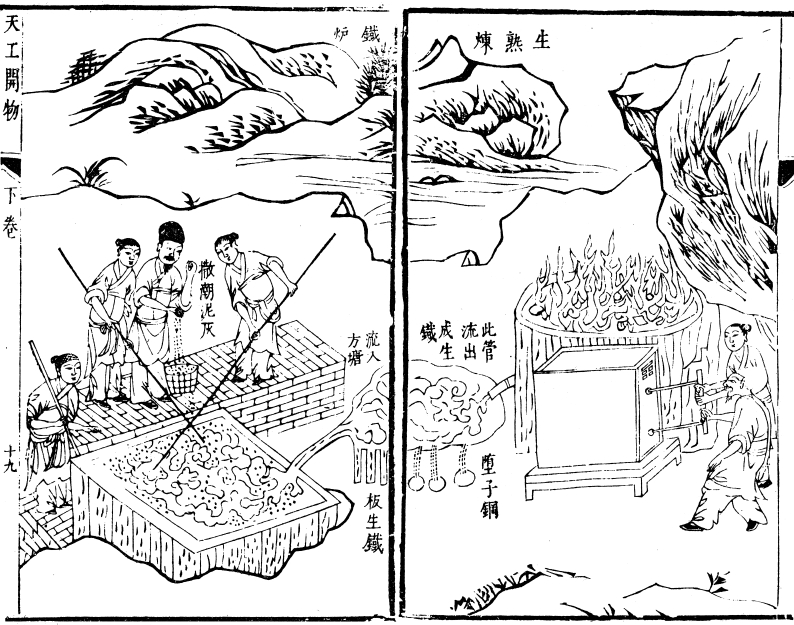
Виробництво ковкого заліза з чавуну у давньому Китаї. Правий малюнок — виплавка чавуну в печі з дутьовим ящиком. Лівий малюнок — зливання рідкого чавуну у піч, в якій він переробляється на ковке залізо методом, подібним до пудлінгування. Сун Їнсін, «Тянь гун кай у», 1637.

Найпершим способом виробництва ковкого заліза був сиродутний процес, при якому залізо одержували безпосередньо з залізної руди спочатку у так званих «вовчих ямах», пізніше у досконалішому агрегаті — сиродутному горні. Від початку залізної доби основним металом, що вироблявся й використовувався, було ковке залізо. Пізніше, з початком виплавки чавуну (14 століття), для одержання з нього ковкого заліза використовувалася крична переробка, що провадилася у кричному горні. Ще пізніше, у 1786 році, було запатентовано пудлінгування (Генрі Корт). Минуло немало часу, перш ніж пудлінгове залізо почало конкурувати на ринку з кричним, причому, воно навіть в кращих своїх варіантах завжди вважалося гірше за кричне. Втім, з часом, наприкінці 18 століття — початку 19 століття, пудлінгування стало основним способом одержання ковкого заліза. До розробки ефективних методів масового виробництва ливарної сталі (бесемерівський процес, винайдений Г. Бессемером, середина 19 століття), ковке залізо було єдиною формою заліза, що було у розпорядженні виробників кутих і прокатних залізних товарів.
Навіть з винайденням в середині 19 століття способу масового виробництва ливарної сталі, ковке залізо залишалося ще деякий час — до 1870-х років — головним конструкційним матеріалом. Пізніше його роль різко знизилася. В середині 20 століття (1946) світове виробництво ковкого заліза становило менше 3 % від виробництва сталі. Виробництву ковкого заліза вдалося зберегтися до того часу завдяки унікальній комбінації його фізичних властивостей.
Залежність властивостей заліза від вмісту в ньому вуглецю і той факт, що у ковкому залізі його міститься менше ніж у сталі і чавуні першими визначили у 18 столітті Р. Реомюр і Т. Бергман, який визначив вміст вуглецю у звичайному ковкому залізі, сталі і чавуні (у 18 столітті сталь обмежено виплавляли тигельним способом).

## Властивості

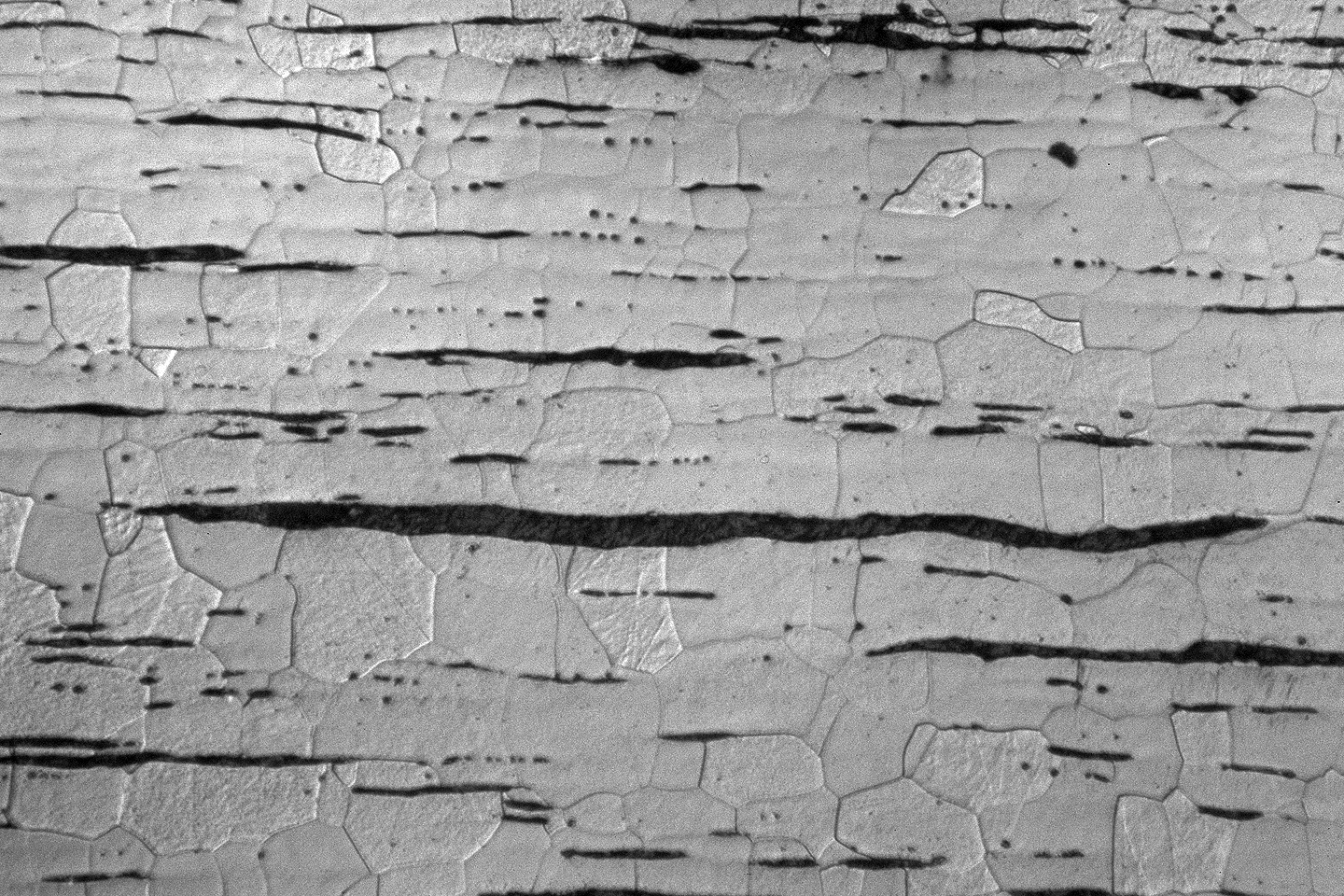
Мікроструктура ковкого заліза. Поверхня сірого кольору з дзеркальним відблиском це метал, темного — шлакові включення.

Ковке залізо являє собою майже чисте залізо, яке містить незначну кількість інших елементів, а також більшу або меншу кількість шлакових включень, розташованих між зернами металу. Металева частина на понад як 99,8 % складається з заліза і містить лише 0,02 — 0,08 % вуглецю (менше, ніж сталь, в якій міститься 0,3-2,14 % вуглецю), 0,02 % сірки, 0,07 % фосфору, 0,03 % кремнію і 0,005 % марганцю. Стосовно вмісту вуглецю існують інші данні — 0,03 %, 0,3 %, 0,1 — 0,5 %. Найякісніше ковке залізо у металевій частині містить не більше 0,1 % домішок. Крім того, ковке залізо містить мікроскопічні волокнисті шлакові склоподібні включення (за даними 1946 року — до 3 % за вагою у найкращих сортах ковкого заліза, за даними 1963 року — 1 %), наявність яких обумовлена умовами одержання такого заліза із криці (лупи), просяканої шлаком (шлак не повністю видаляється з неї при обробці молотами чи прокатці під валками і частково залишається у масі металу). Шлак не розчиняється у металі, а утворює дуже тонкі плівки. Через наявність шлакових включень злам стриженя з ковкого заліза має волокнистий вигляд, що нагадує подібний злам у деревини.
Шлакові включення являють собою силікати з великим вмістом заліза, що містять менше або більше марганцю і фосфору і часто утворюють мінерали кристалічної будови. Незначне травлення відшліфованої поверхні металу проявляє його характерну будову. Під мікроскопом видно металеву складову і шлакові включення. Металева складова складається з багатьох притулених один до одного і зв'язаних поміж собою зерен (кристалітів). Якби якесь з цих зерен було вилучене, воно мало би неправильну форму (нерівну поверхню), тим не менш його внутрішня структура має форму справжнього кристала, тобто атоми у вузлах кристалічної ґратки розташовані у рядах правильної геометричної форми. Ці мікроскопічні кристали по суті чистого заліза називаються феритом.
| Хімічний елемент | Вміст елементів у сплавах заліза, % за вагою | Вміст елементів у сплавах заліза, % за вагою | Вміст елементів у сплавах заліза, % за вагою |
| Хімічний елемент | Ковке залізо                                 | Вуглицева сталь                              | Чавун                                        |
| --- | -------------------------------------------- | -------------------------------------------- | -------------------------------------------- |
| Залізо | 99-99,8 (99,855 %)                           | 98,1-99,5                                    | 91-94                                        |
| Вуглець | 0,05-0,25 (0,02 %)                           | 0,07-1,3                                     | 3,5-4,5                                      |
| Марганець | 0,01-0,1 (0,005 %)                           | 0,3-1,0                                      | 0,5-2,5                                      |
| Сірка | 0,02-0,1 (0,02 %)                            | 0,02-0,06                                    | 0,018-0,1(1)                                 |
| Фосфор | 0,05-0,2 (0,07 %)                            | 0,002-0,1                                    | 0,03-0,1(2)                                  |
| Кремній | 0,02-0,2 (0,03 %)                            | 0,02-0,2                                     | 0,25-3,5                                     |
| Примітки. 1 — У сучасних чавунах максимально припустимий вміст сірки становить 0,050 %, 2 — у томасівському чавуні вміст фосфору становив 1,6 — 2,2 %. |                                              |                                              |                                              |

| Властивість                              | Значення          |
| ---------------------------------------- | ----------------- |
| Межа міцності на розрив, МПа             | 234–372           |
| Межа міцності на стискання, МПа          | 234–372           |
| Межа міцності на зсув, МПа               | 193–310           |
| Межа плинності, МПа                      | 159–221           |
| Модуль пружності (при розтягуванні), МПа | 193,100           |
| Температура плавлення, °C                | 1540 (1510)       |
| Питома вага                              | 7.6–7.9 (7.5–7.8) |

Ковке залізо пластичне, легко піддається обробці куванням при температурі червоного жару, піддається ковальському зварюванню, стійке до корозії (стійкіше за сталь). Ковке залізо м'яке, непридатне для виробництва знарядь. Для надання твердості вироби піддавали цементації — нагрівали у деревному вугіллі протягом кількох днів. Воно абсорбувало вуглець і його поверхня перетворювалася на сталь. Температура плавління 1510 °C.

## Виробництво
Ковке залізо одержували безпосередньо з залізної руди сиродутним процесом, з чавуну кричною переробкою та пудлінгуванням. При всіх трьох процесах одержували губасте залізо, просякане шлаком — крицю (лупу). Пудлінгову крицю через її форму називали ще «кулею». Обробкою ручними або механічними молотами з розжареної криці видаляли шлак і одержували заготовку ковкого заліза, придатну для виробництва залізних виробів. Крицю, одержану при пудлінгуванні, прокатували між прокатними валками.
У 1927 році у США Джеймс Астон запропонував спосіб виробництва ковкого заліза у бесемерівському конверторі, продуктом якого була так само криця, просякана шлаком, яку для видалення шлаку прокатували звичайним способом.

## Використання
В давнину[коли?], коли обсяги виробництва заліза були незначними, з нього виготовляли лише невеличкі предмети — холодну зброю, інструменти, начиння, цвяхи, дріт, підкови, перила, декоративні вироби, а також вогнепальну зброю та гармати. Пізніше, коли обсяги виробництва ковкого заліза значно зросли, з нього поряд з виробами малого розміру виготовляли також великі предмети: рейки, кораблі, ланцюги, нюти тощо.
- Деякі об'єкти, виготовлені з ковкого заліза.

"Деякі
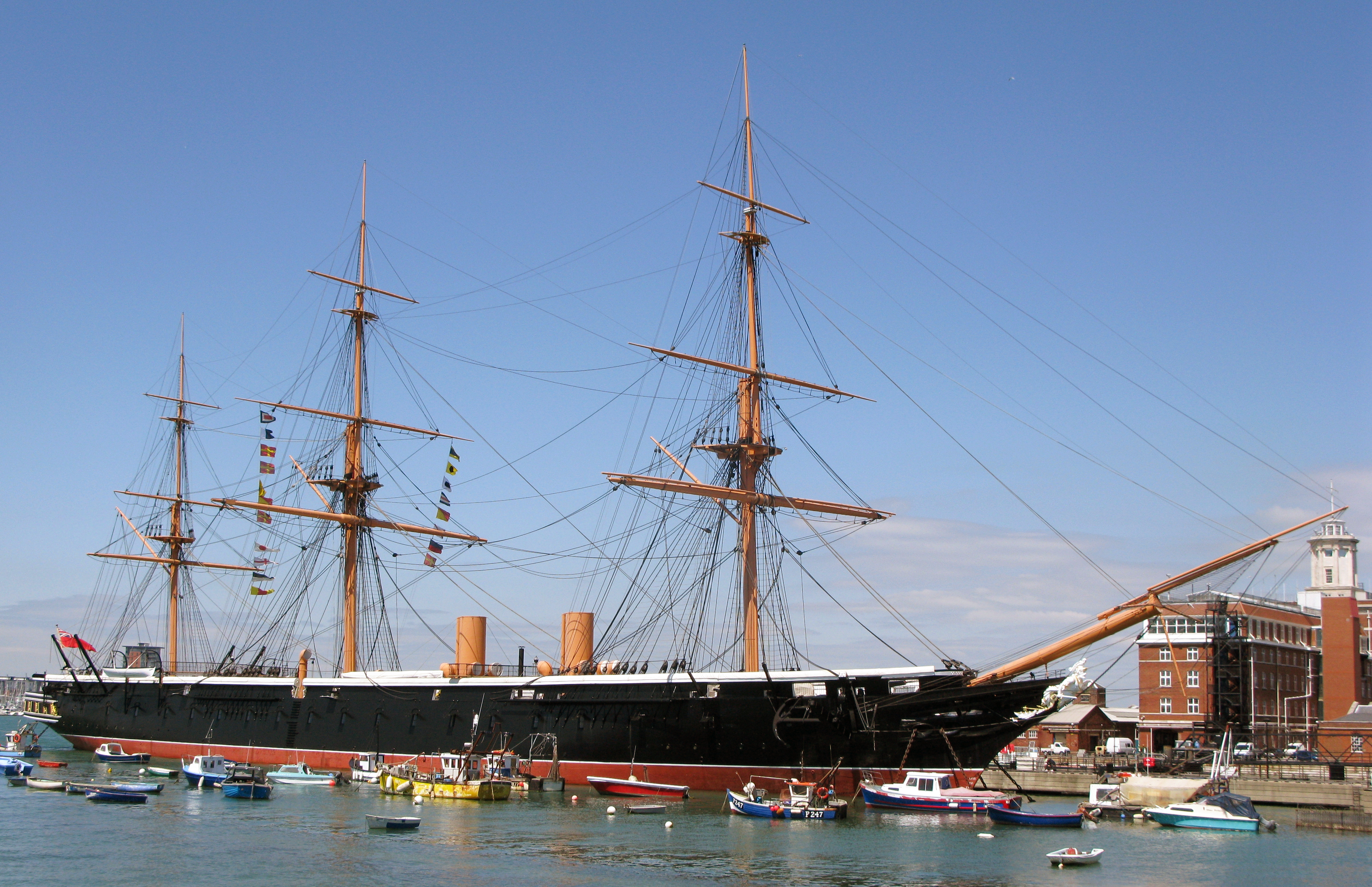
Панцерник «Ворріор», Велика Британія, 1859—1860.
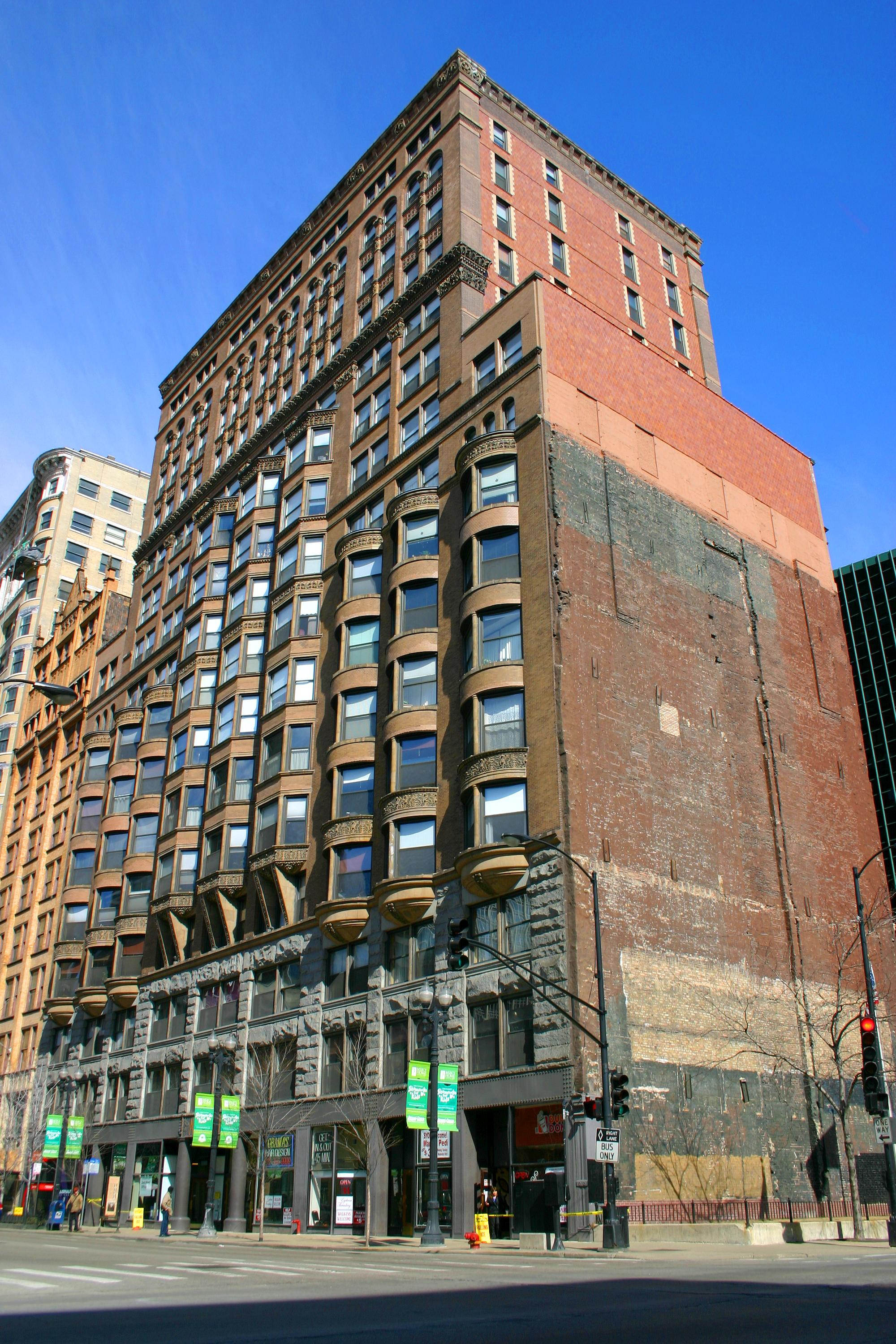
Манхетенський будинок у Чикаго штату Іллінойс.[4] 1888.

На зламі 18 і 19 століть стало можливим виробництво ковкого заліза за прийнятну ціну у достатній кількості і у шматках достатньо великих розмірів — саме в той час, коли конструктори потребували такий матеріал для розвитку й розширення своїх інженерних горизонтів. Перший пароплав, зроблений з металу, що перетнув Атлантичний океан — «Велика Британія» (англ. SS Great Britain) був виготовлений з ковкого заліза. Перші військові панцерники — французький «La Gloire» і британський «HMS Warrior» — були побудовані з ковкого заліза (перший військовий корабель, виготовлений зі сталі, — «Le Redoutable» був побудований у 1873—1878 роках). Завдяки стійкості ковкого заліза до корозії, корабель «Ворріор» досі перебуває на плаву.
В середині 20 століття ковке залізо широко використовувалося у виробництві ланцюгів, тросів для підіймачів, труб, колосників, болтів, дроту і дротових сіток.

## Виноски
1. ↑  Jill Jonnes. Eiffel's Tower. — Penguin. — 2009. (англ.)
2. ↑  Claire Jones. Eiffel Tower, France. // Iconic Designs: 50 Stories about 50 Things. / Edited by Grace Lees-Maffei. — Bloomsbury Publishing, 2014. — P. 27. ISBN 978-0-8578-5352-3 (англ.)
3. ↑  Caitlind L. Alexander. 14 Fun Facts About the Eiffel Tower. — LearningIsland.com. — 2011. (англ.)
4. 1 2 3  Wrought iron [Архівовано 9 Березня 2017 у Wayback Machine.]. // Charles A. Miller. Metals in America's Historic Buildings [Архівовано 9 Березня 2017 у Wayback Machine.]. — Washington, D. C. — 1992. — P. 42 — 49. (англ.)
5. ↑  Metallurgy of the RMS Titanic. — 1998. (англ.)
6. ↑  Ковкий // Словник української мови : в 11 т. — Київ : Наукова думка, 1970—1980.
7. ↑  Археологія. № 1, 2000. — К.: Наукова думка. С. 82.
8. ↑  Кубійович В. М. Ґеоґрафія українських і сумежних земель. — [Факс. перевид.]. — К.: Обереги, 2005. С. 452.
9. ↑  Словник хімічної термінології. Відтворення видання 1923 року. — К.: Інститут енциклопедичних досліджень НАНУ, 2008. С. 12 ISBN 978-966-02=5244-8
10. ↑  В. Черпак, Г. Черпак, В. Шендеровський. Нехай не гасне світ науки. Книга 2. — К.: Рада, 2003. С. 86.
11. 1 2 3 4 5 6 7  
Iron and steel // The World Book Encyclopedia. — Scott Fetzer Company, a subsidiary of Berkshire Hathaway, 1994. — Vol. 10. — P. 437, 441-442. — ISBN 0-7166-0094-3.
12. 1 2 3 4 5 6 7 8 9 10 11 12 13 14 15 16 17  Iron and steel // Encyclopædia Britannica. — Chicago, London, Toronto : Encyclopædia Britannica, Inc, 1946. — Vol. 12. — P. 643 - 644, 655. (англ.)
13. 1 2 3 4  Joseph I. Routh. 20th century chemistry. — 3d ed. — Philadelphia & London, W. B. Saunders, 1963. (англ.)
14. 1 2 3 4 5  Victoria Ballard Bell, Patrick Rand. Iron and steel // Materials for Architectural Design. — London : Laurence King Publishing Ltd, 2006. — P. 148. (англ.)
15. 1 2 3  Nagaratnam Sivakugan, Carthigesu T. Gnanendran, Rabin Tuladhar, M. Bobby Kannan. Civil Engineering Materials [Архівовано 8 Березня 2017 у Wayback Machine.]. — Boston: Cengage Learning. — 2016. — P. 334. ISBN 978-1-305-38664-8 (англ.)
16. ↑  Про Т. Бергмана див.: Н. А. Фигуровский. Очерк общей истории химии: от древнейших времен до начала XIX в. — М.: Наука, 1969. С. 287. (рос.)
17. 1 2  Robert Donald Walker. The metal. www.britannica.com. Encyclopædia Britannica, Inc. Архів оригіналу за 13 Серпня 2017. Процитовано 11 серпня 2017.
18. ↑  В. Н. Дятлова. Коррозийная стойкость металлов и сплавов. Справочник. — Изд. 2-е. — М.: «Машиностроение», 1964. — С. 8. (рос.)
19. ↑  А. В. Авдеева. Коррозия металлов в пищевой промышленности. — М.: Пищепромиздат, 1962. — С. 198. (рос.)
20. ↑  Franz Ritter. Korrosionstabellen metallischer Werkstoffe geordnet nach angreifenden Stollen. — Springer-Verlag Wien GmbH. — 1937. S. 5. ISBN 978-3-662-01790-6 ISBN 978-3-662-02085-2 (eBook) (нім.)
21. 1 2  Paul Koenig Joh. Karl Königs Warenlexikon für den Verkehr mit Drogen und Chemikalien [Архівовано 12 Березня 2017 у Wayback Machine.]. — Springer-Verlag. — 1920. — S.204. (нім.)
22. ↑  H. Freytag. Die Werkstoffe der Chemischen Apparate. — Berlin: Verlag Chemie GmbH. 1932. (нім.)
23. ↑  Camp, James McIntyre; Francis, Charles Blaine (1920), The Making, Shaping and Treating of Steel, Pittsburgh: Carnegie Steel Company, pp. 173—174, ISBN 1-147-64423-3 (англ.)
24. 1 2 3 4 5  Oberg, Erik; et. el. (2000), Machinery's Handbook (вид. 26th), New York: Industrial Press, Inc., с. 476, ISBN 0-8311-2666-3
25. ↑  Smith, Carroll (1984), Engineer to Win, MotorBooks / MBI Publishing Company, с. 53—54, ISBN 0-87938-186-8
26. ↑  А. Н. Лейбо, Э. Б. Хесин, Я. С. Черняк. Справочник механика нефтеперерабатывающего завода. — М., 1963. С. 7. (рос.)
27. ↑  Solids and Metals - Specific Gravity, архів оригіналу за 7 Березня 2017, процитовано 20 лютого 2008.
28. ↑  Pole, William (1872), Iron as a Material of Construction: Being the Substance of a Course of Lectures Delivered at the Royal School of Naval Architecture, South Kensington (вид. Revised and Enlarged), London: E. & F. N. Spon, с. 136—137, процитовано 20 лютого 2008.
29. ↑  H. S. Bawa. Workshop Practice [Архівовано 21 Квітня 2017 у Wayback Machine.]. Second Edition. — New Delhi: Tata McGraw-Hill Education, 2009. — P. 9. ISBN 978-0-07-067119-5 (англ.)
30. ↑  Davies, Jonathan (2019). The Medieval Cannon 1326–1494. New Vanguard 273  (англ.). Osprey Publishing. ISBN 978-1472837202.
31. 1 2  J. E. Morgan, R. M. Hooper. SS Great Britain - the wrought iron ship // Metals and Materials: The Journal of the Institute of Metals. — 1992. — Т. 8. — С. 659. (англ.)
32. ↑  Paul J. Hazell. Armour: Materials, Theory, and Design [Архівовано 15 Травня 2021 у Wayback Machine.]. — CRC Press, 2015. — P. 9 — 10. ISBN 978-1-4822-3830-3 (англ.)